# Pays-Bas aux Jeux olympiques d'été de 1936
Les Pays-Bas sont présents aux Jeux olympiques d'été de 1936, à Berlin. Il s'agit de la 8e participation de ce pays aux Jeux olympiques d'été. Il est représenté par une nombreuse délégation de 165 athlètes dont 21 femmes qui remportent 17 médailles dont 6 en or, se classant au 9erang des nations.

## Bilan global
| Sport            | Médaille d'or, Jeux olympiques | Médaille d'argent, Jeux olympiques | Médaille de bronze, Jeux olympiques | Total |
| Athlétisme       | 0                              | 0                                  | 2                                   | 2     |
| Cyclisme         | 1                              | 2                                  | 0                                   | 3     |
| Canoë-kayak      | 0                              | 0                                  | 3                                   | 3     |
| Équitation       | 0                              | 1                                  | 0                                   | 1     |
| Hockey sur gazon | 0                              | 0                                  | 1                                   | 1     |
| Natation         | 4                              | 1                                  | 0                                   | 5     |
| Voile            | 1                              | 0                                  | 1                                   | 2     |
|                  | 6                              | 4                                  | 7                                   | 17    |

## Liste des médaillés

### Médailles d'or
| Sport                        | Discipline                                                  | Sportifs           |
| Médailles d’or : 6           |                                                             |                    |
| Cyclisme                     | Kilomètre                                                   | Arie van Vliet     |
| Natation                     |                                                             |                    |
| 100 m nage libre féminin     | Rie Mastenbroek                                             |                    |
| 400 m nage libre féminin     | Rie Mastenbroek                                             |                    |
| 100 m dos féminin            | Nida Senff                                                  |                    |
| 4 × 100 m nage libre féminin | Jopie Selbach, Tini Wagner Willy den Ouden, Rie Mastenbroek |                    |
| Voile                        | Monotype olympique ou Olympia Jolle (mixte)                 | Daniel Kagchelland |

### Médailles d'argent
| Sport                        | Discipline                  | Sportifs        |
| Médailles d’argent : 4       |                             |                 |
| Cyclisme                     |                             |                 |
| Vitesse Epreuve individuelle | Arie van Vliet              |                 |
| Tandem                       | Bernard Leene, Hendrik Ooms |                 |
| Natation                     | 100 m dos féminin           | Rie Mastenbroek |

### Médailles de bronze
| Sport                                         | Discipline | Sportifs                      |
| Médailles de bronze : 7                       | |                               |
| Athlétisme                                    | |                               |
| 100 m                                         | Tinus Osendarp |                               |
| 200 m                                         | Tinus Osendarp |                               |
| Canoë-kayak                                   | |                               |
| 1 000 mètres kayak monoplace hommes           | Jaap Kraaier |                               |
| 1 000 mètres kayak biplace hommes             | Nicolaas Tates, Willem van der Kroft |                               |
| 10 000 mètres kayak biplace démontable hommes | Pieter Wijdekop, Cornelis Wijdekop |                               |
| Hockey sur gazon                              | |                               |
|                                               | Jan de Looper, Reindert Berend Jan de Waal Max Westerkamp, Hendrik Christaan de Looper Rudolf Jacob van der Haar, Antoine Robert Onslow van Lierop Pieter Adriaan Gunning, Hans Schnitger Ernst van den Berg, Agathon de Roos, René Sparenberg Carl Erik Heijbroek |                               |
| Voile                                         | Quillard deux équipiers Star open (mixte) | Willem de Vries, Adriaan Maas |

## Sources
- (en) Pays-Bas aux Jeux olympiques d'été de 1936 sur www.sports-reference.com
- (en) Bilan complet des Pays-Bas aux Jeux olympiques d'été de 1936 sur olympedia.org